# Euphorbia thinophila
Euphorbia thinophila är en törelväxtart som beskrevs av Rodolfo Amando Philippi. Euphorbia thinophila ingår i släktet törlar, och familjen törelväxter. Inga underarter finns listade i Catalogue of Life.

## Bildgalleri

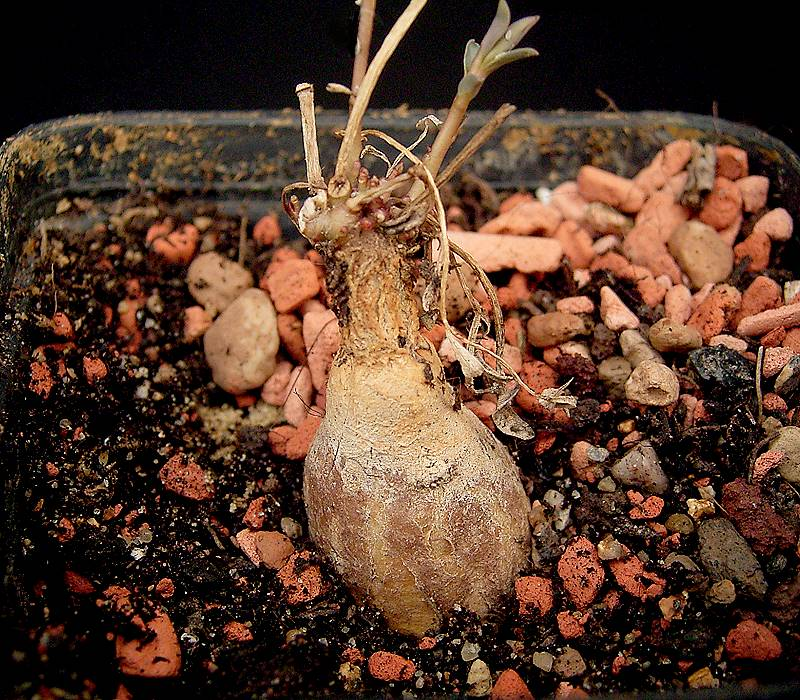